# Історія Сент-Кіттс і Невісу
Сент-Кіттс і Невіс  —  невеличка  острівна   держава   в   східній   частині  Карибського моря.   Її  історія  тісно  пов'язана  з   колонізацією   Америки   європейцями.

## Доколумбів  період
Острови  були  вперше  заселені   людьми   близько  2000 р.  до  н.е.  Це  були  індіанці,  що  прийшли з Південної Америки. Вони займались мисливством, збиральництвом, рибальством, жили в печерах, де залишили наскельні малюнки. Наприкінці 1 тис. до  н. е. —  початку 1 тис. н. е. їх витіснили більш розвинені індіанці таїно, які вже вміли виробляти кераміку, займались землеробством. Близько 1300 р. н. е. острови заселили індіанці кариби.

## Колоніальний  період
Острови відкрив Христофор Колумб 1493 і дав острову Сент-Кіттс ім'я святого Христофора  —  свого  небесного  заступника.   Однак  наступні  більше  ста  років   Іспанія   не  турбувала   карибів,  що  проживали   тут.   Британські  поселенці  у   17  ст.    скоротили   назву  з   Сент-Крістофер   до  Сент-Кіттс.   У   1623  та   1628  острови  перейшли  у  володіння  Англії,   яка   почала  їх   колонізувати.  1626 р.  англійці  знищили   близько  2  тис.  карибів.   Кілька  разів  протягом  17   та  18   ст.  їх   захоплювали   французи.   Згідно   з   умовами  Утрехтського договору 1713 р.  і   Версальського договору 1783 р.  володіння   островами  визнали   за   В.Британією.   Почалось  виробництво  цукру  з   використанням   праці   африканських рабів. Рабство  було   скасоване   1834 р.
Острови  разом  з  о. Ангілья   було   об'єднано  в   єдину   колонію  у   1816—1871  рр.  і  з  1882.    У   1833 - 1960  рр.  острови   входили  до   складу   британської   колонії   Британські Підвітряні острови.  У  1958—1962 рр. вони перебували у складі Вест-Індської федерації. 27 лютого 1967 острови набули статусу «держави, асоційованої з Великою Британією». Прем'єр-міністром території стає Роберт Бредшоу. 19 грудня 1980 р. Ангілья вийшла зі складу колонії, ставши окремою британською територією.

## Незалежність
17 вересня 1983 р.   країна   проголосила   незалежність,   але   залишилась  в   складі    Співдружності.  Першим  прем'єр-міністром   незалежної  держави   став   Кеннеді Саймондс,   тоді  ж  прийняли  чинну   конституцію.   До  1995 р.  уряд  формував   Рух  народної  дії  (прем'єр-міністри  Роберт Бредшоу,  Пол Саутвелл,  Лі Мур  і  Кеннеді Саймондс).   1994 р.  після  актів  насильства    під  час   антиурядових   заколотів  в  м.Бастер  вводився  надзвичайний   стан.   На  загальних   виборах  1995 р.  перемогла   Лейбористська  партія,   прем'єром   став   Дензіл Дуглас.   Невіс  зберігає  за собою  право  на   вихід   з  федерації.    4 липня 1998 р.  на  цьому   острові   відбувся  референдум,   на   якому   за   вихід  зі   складу   федерації    проголосувало   61,7 %   його   населення.   Однак   цього   виявилось   недостатньо,  бо  конституція   передбачає   необхідність  набору 2/3  голосів.   Після  парламентських   виборів  2015 р.  новим  прем'єром   країни  став  лідер   Народної  робітничої  партії   Тімоті Гарріс.